# Гримм (5-й сезон)
Пятый сезон фэнтезийного драматического сериала «Гримм», премьера которого состоялась на канале NBC 30 октября 2015 года, а заключительная серия вышла 20 мая 2016 года, состоит из 22 эпизодов. Шоу было создано Дэвидом Гринуолтом, Джимом Коуфом и Стивеном Карпентером и рассказывает о детективе Нике Бёркхардте из отдела убийств, который узнаёт, что является потомком группы охотников, известных как «Гриммы». Им дарована возможность видеть в людях «Существ», и они сражаются за то, чтобы сохранить человечество в безопасности от этих сверхъестественных сущностей.

## В ролях

### Основной состав
- Дэвид Джинтоли — Ник Бёркхардт (22 эпизода)
- Расселл Хорнсби — Хэнк Гриффин (22 эпизода)
- Сайлас Уэйр Митчелл — Монро (22 эпизода)
- Битси Таллок — Джульетта Силвертон / Ева (16 эпизодов)
- Саша Ройз — капитан Шон Ренар (22 эпизода)
- Реджи Ли — сержант Дрю Ву (22 эпизода)
- Бри Тёрнер — Розали Калверт (22 эпизода)
- Клэр Коффи — Адалинда Шейд (21 эпизод)

| - Дэмиен Пакер — Мартин Мейснер (14 эпизодов) - Жаклин Тобони — Тереза «Беда» Рубел (14 эпизодов) - Энн Лейтон — Рэйчел Вуд (14 эпизодов) - Майкл Щитс — Эндрю Диксон (4 эпизода) - М. Бен Ньюмэн — Джеремиа Роджерс (7 эпизодов) - Бэйли Чейз — Люсьен Петрович (3 эпизода) - Дэнни Бруно — Бад Вурстнер (4 эпизода) - Шарон Лил — Зури Эллис (3 эпизода) | - Мадлен Брюэр — Билли Трамп (2 эпизода) - Элизабет Родригес — специальный агент Кэтрин Чавес (1 эпизод) - Карлсон Янг — Селина Голиас (1 эпизод) - Спенсер Конвей — Александр (1 эпизод) - Мэйделин Зима — Эмили Тройер (1 эпизод) - Рик Овертон — Феликс Дитрих (1 эпизод) - Люси Паскалл — Андреа Стох (1 эпизод) - Патрик Фабиан — доктор Юджин Форбс (1 эпизод) - Кэри Хироюки-Тагава — Такеши Химура (1 эпизод) |

## Эпизоды
| № общий | № в сезоне | Название                                                  | Режиссёр                      | Автор сценария                               | Дата премьеры   | Произв. код | Зрители в США (млн) |
| --- | ---------- | --------------------------------------------------------- | ----------------------------- | -------------------------------------------- | --------------- | ----------- | ------------------- |
| 89 | 1          | «The Grimm Identity» «Идентичность Гримма»                | Эрик Ланёвилль                | Дэвид Гринуолт и Джим Коуф                   | 30 октября 2015 | 501         | 4,04                |
| В дом Ника врываются неизвестные, оглушают Ника и похищают Беду. Ник устраивает засаду на агента Чавес, считая, что она ответственна за произошедшее. Чавес соглашается отвести Ника туда, где он получит ответы. Но те, к кому они пришли, были уже мертвы. На Ника и Чавес нападают и убивают Чавес. Адалинда рожает сына, которого называет Келли в честь матери Ника. Открывающая цитата: «Не свет нам нужен, а огонь». |            |                                                           |                               |                                              |                 |             |                     |
| 90 | 2          | «Clear and Wesen Danger» «Прямая и „существенная“ угроза» | Норберто Барба                | Томас Йен Гриффит                            | 6 ноября 2015   | 502         | 3,78                |
| Ник меняет своё отношение к Адалинде. Пока Розали остаётся с Адалиндой, Ник приводит Хэнка, Монро и Ву на место гибели Чавес, однако они обнаруживают, что тела Чавес и остальных пропали. Хэнк и его новый напарник расследуют убийство в инвестиционной группе. Когда у Хэнка и Ву возникают подозрения, что в к убийству причастно существо, они вызывают Ника. Открывающая цитата: «Поощряйте тех, кто ищет истину, но опасайтесь тех, кто найдёт её». |            |                                                           |                               |                                              |                 |             |                     |
| 91 | 3          | «Lost Boys» «Потерянные мальчики»                         | Аарон Липстадт                | Шон Калдер                                   | 13 ноября 2015  | 503         | 3,66                |
| Ник продаёт дом, в котором случилось так много смертей. Он забирает Адалинду и сына в убежище на старой фабрике. Ник и Хэнк расследуют смерть женщины, которая считалась пропавшей без вести уже два года. Тем временем Розали похищает группа детей-существ, которые хотят, чтобы она была их «мамой». Ник связывает дело убитой женщины и похищение Розали, и они, с помощью Монро, отправляются по следу похитителей. Открывающая цитата: «Кажется у меня была мама когда-то». |            |                                                           |                               |                                              |                 |             |                     |
| 92 | 4          | «Maiden Quest» «Дева в награду»                           | Ханелль Калпеппер             | Бренна Коуф                                  | 20 ноября 2015  | 504         | 3,62                |
| Ник и Хэнк расследуют нападение существа на человека, которое закончилось тем, что другое существо убивает нападавшего. Вскоре такое нападение повторяется с тем же исходом. В ходе расследования выясняется, что эти нападения являются частью ряда испытаний, которое проходит существо, называемое Желтоглазом, чтобы получить руку и сердце девушки. Ребёнок и совместная жизнь сближают Ника и Адалинду. Открывающая цитата: «А если за три дня и три ночи не добьётся он успеха — казните его». |            |                                                           |                               |                                              |                 |             |                     |
| 93 | 5          | «The Rat King» «Крысиный король»                          | Дэвид Соломон                 | Джефф Миллер                                 | 4 декабря 2015  | 505         | 3,69                |
| Раненая Беда возвращается в Портленд и находит убежище Ника и Адалинды. Ник отвозит её в больницу, а сам вынужден ехать на расследование двойного убийства. Ник, Хэнк, Монро и Розали сталкиваются с Крысиным королём — гигантским существом, невероятным и легендарным монстром даже для самих существ. Тем временем в больнице существа понимают, что Беда — Гримм, и пытаются её похитить. Открывающая цитата: «Полчища крыс! Распугали собак и кошек всех загрызли…» |            |                                                           |                               |                                              |                 |             |                     |
| 94 | 6          | «Wesen Nacht» «Ночь Существ»                              | Дарнелл Мартин                | Дэвид Гринуолт и Джим Коуф                   | 11 декабря 2015 | 506         | 3,64                |
| Прокатилась череда преступлений: неизвестные громили заведения, принадлежащие существам. Одного из владельцев при этом убили, другого похитили. Вскоре пропавшего находят. Он опознаёт одну из нападавших. Её арестовывают, допрашивают и заставляют привести к сообщникам. Вместе с копами отправляется Монро. В последний момент Розали узнаёт, что это ловушка, и сообщает по телефону Монро. Они запираются в каком-то помещении и слышат звуки борьбы. Ник выходит и видит, что напавшие убиты, и живую Джульетту, которая убегает. Открывающая цитата: «Восстаньте же, — а не то конец всему!» |            |                                                           |                               |                                              |                 |             |                     |
| 95 | 7          | «Eve of Destruction» «Ева разрушения»                     | Джон Беринг                   | Томас Йен Гриффит                            | 29 января 2016  | 507         | 3,81                |
| После того, как Ник и команда видят живую Джульетту, Мейснер через Беду устраивает им встречу в ресторане. После драки в ресторане с существами Ник узнаёт, что это была проверка и что из ведьмы Джульетты сделали оружие против Чёрного Когтя. Розали связывается с Советом Существ и сообщает им о ситуации в Портленде, однако вскоре Совет перестаёт существовать — всех его членов (кроме одного) расстреливает агент Чёрного Когтя. Открывающая цитата: «Жизнь ломала меня и била, но мне хочется думать, что я стала лучше». |            |                                                           |                               |                                              |                 |             |                     |
| 96 | 8          | «A Reptile Dysfunction» «Дисфункция рептилии»             | Дэвид Стрэйтон                | Майкл Голамко                                | 5 февраля 2016  | 508         | 4,42                |
| Ник рассказывает Ву, Хэнку и Ренару о случившимся с Джульеттой в ресторане и о Мейснере. Он также сообщает им, что Джульетта кардинально изменилась — она называет себя Евой, имеет воспоминания Джульетты, однако не связывает себя с той, что была прежде. Ник и Хэнк расследуют дело погибшего туриста на озере Даймонд, где по слухам местных обитает чудовище наподобие Лох-несского чудовища или Огопого. Открывающая цитата: «Каждую минуту рождается простак». |            |                                                           |                               |                                              |                 |             |                     |
| 97 | 9          | «Star-Crossed» «Несчастные»                               | Карлос Авила                  | Шон Калдер                                   | 12 февраля 2016 | 509         | 4,19                |
| Мейснер просит всех присоединиться к группе по борьбе с Чёрным Когтем. Ник и его команда не готовы на это, пока не будут точно знать, что им можно доверять. В Портленде появляется серийный убийца, который убивает жертв с помощью древнего ритуала Существ с водяными рунами. Из оставшихся книг о Существах Ник и Хэнк узнают, что эти ритуалы исполняются только Существами под названием Черторог. Ник просит Монро сходить под прикрытием на собрание Существ из Чёрного Когтя. Открывающая цитата: «Только крови его не ешь; на землю выливай её, как воду». |            |                                                           |                               |                                              |                 |             |                     |
| 98 | 10         | «Map of the Seven Knights» «Карта семи рыцарей»           | Аарон Липстадт                | Джим Коуф                                    | 19 февраля 2016 | 510         | 4,04                |
| В Лейпциге в Германии владелец антикварной лавки Феликс Детрих, а по совместительству дядя Монро, становится обладателем двадцати книг Гриммов. Он связывается с племянником и намеревается продать книги Нику. Агенты Чёрного Когтя, Анубисы, идут по пятам Феликса, который спешно приезжает в Портленд. Пока Ник и команда думают, где достать 100 тысяч долларов за книги, Анубисы убивают Феликса и идут за книгами Гриммов… Открывающая цитата: «История — это кошмар, от которого я пытаюсь проснуться». |            |                                                           |                               |                                              |                 |             |                     |
| 99 | 11         | «Key Move» «Ключевой ход»                                 | Эрик Ланёвилль                | Томас Йен Гриффит                            | 4 марта 2016    | 511         | 4,26                |
| Ник и Монро отправляются в Германию под другими именами. В Шварцвальде они успевают найти себе врагов. Постепенно исследуя карту, Ник и Монро находят возможное место, где могут быть зарыты сокровища Гриммов. В Портленде объявляется очередной преступник из Чёрного Когтя. Открывающая цитата: «На карте этот остров не обозначен — настоящие места никогда не отмечаются на картах». |            |                                                           |                               |                                              |                 |             |                     |
| 100 | 12         | «Into the Schwarzwald» «В Шварцвальде»                    | Норберто Барба                | Дэвид Гринуолт и Джим Коуф                   | 11 марта 2016   | 512         | 3,91                |
| В Шварцвальде Ник и Монро находят клад, который был скрыт в течение многих веков. В Портленде, кто-то из прошлого Розали находит её. Ву, Хэнк и капитан Ренард разыскивают опасного убийцу, который посеял в Портленде хаос, не подозревая, что у Евы и Майснера на него другие планы. В Портленде появляется новое сообщество, пока ещё не раскрывшее свою суть миру. Открывающая цитата: «Прошлое — это лишь пролог». |            |                                                           |                               |                                              |                 |             |                     |
| 101 | 13         | «Silence of the Slams» «Безмолвность масок»               | Дэвид Стрэйтон                | Бренна Коуф                                  | 18 марта 2016   | 513         | 4,20                |
| Мастер масок собирается сделать маску Лучадора, которая даёт огромную силу их владельцу, и для этого ему нужны Существа. Хэнк, Монро и Розали пытаются предотвратить убийства. Рэйчел Вуд продолжает попытки заманить капитана Ренарда на свою сторону. Ева продолжает собственное расследование о недавнем происшествии и, тем самым, поднимает новые вопросы. Открывающая цитата: «Дайте человеку маску, и он скажет вам всю правду». |            |                                                           |                               |                                              |                 |             |                     |
| 102 | 14         | «Lycanthropia» «Ликантропия»                              | Ли Роуз                       | Джефф Миллер                                 | 25 марта 2016   | 514         | 4,32                |
| После нападения на мирных туристов в лесу Ник и Хэнк узнают о заболевании Существ Потрошителей, которое называется ликантропией. Адалинда собирается заключить соглашение с Ренардом, чтобы получить то, чего она так давно хотела. Ева продолжает расследование и узнаёт всё больше подробностей об убийстве Эндрю Диксона. Открывающая цитата: «Мир полон очевидных вещей, которых никто не замечает». |            |                                                           |                               |                                              |                 |             |                     |
| 103 | 15         | «Skin Deep» «Наружность»                                  | Карен Гавиола                 | Майкл Голамко                                | 1 апреля 2016   | 515         | 4,05                |
| Ник, Хэнк и Ву расследуют дело о красивой молодой девушке, которая в одночасье стала выглядеть на 90 лет и затем умерла. Расследование приводит их к Существу, которое использует красоту людей для своего блага, тем самым убивая их. Капитан Ренард продолжает думать о предложении Люсьена Петровича и Рейчел Вуд. Ева вспоминает кое-что из прошлого Джульетты и решается на опасный ритуал. Открывающая цитата: «Удивительное дело, какая полная бывает иллюзия того, что красота есть добро». |            |                                                           |                               |                                              |                 |             |                     |
| 104 | 16         | «The Believer» «Тот, кто верит»                           | Джон Беринг                   | Дэвид Гринуолт и Джим Коуф                   | 8 апреля 2016   | 516         | 4,25                |
| Ева превратилась в Ренарда, чтобы выяснить, знал ли он загодя об убийстве кандидата в мэры. После представления странствующего проповедника зритель, проводивший неразрешённую съёмку, случайно убивает охранника. Ник выясняет, что бывшая жена считает проповедника одержимым дьяволом и намерена изгнать дьявола, даже если проповедник при этом умрёт. Открывающая цитата: «Мы сами дьявол свой и целый мир мы превращаем в ад». |            |                                                           |                               |                                              |                 |             |                     |
| 105 | 17         | «Inugami» «Инугами»                                       | Шарат Раджу                   | Кайл Маквей                                  | 15 апреля 2016  | 517         | 3,75                |
| Парень был похищен из дома, закопан по шею на берегу реки и обезглавлен. Следствие выходит на Существо-хранителя, пытающегося таким образом добиться справедливости. Ник узнаёт от Розали, что к Адалинде вернулись силы ведьмы. Открывающая цитата: «Мщение — это страсть, месть — это правосудие». |            |                                                           |                               |                                              |                 |             |                     |
| 106 | 18         | «Good to the Bone» «Хорош до костей»                      | Питер Вернер                  | Мартин Вейсс                                 | 22 апреля 2016  | 518         | 3,89                |
| Ник и Адалинда продолжают быть близки, хотя тайна Адалинды всё ещё остаётся между ними. Хэнк случайно встречает свою старую знакомую, которая хочет возобновить некогда так и не успевший начаться роман. Тем временем пока у Ву появляются всё новые тревожные симптомы ликантропии, Ник и Хэнк занимаются делом об убийстве в котором фигурирует труп, чьи кости были растворены и высосаны из тела. Открывающая цитата: «Дела людей, порочные и злые переживают их и часто также то доброе, что сделали они с костями их в могилу погребают». |            |                                                           |                               |                                              |                 |             |                     |
| 107 | 19         | «The Taming of the Wu» «Укрощение Ву»                     | Терренс О’Хара                | Бренна Коуф                                  | 29 апреля 2016  | 519         | 3,76                |
| Сержант Ву оказывается вовлечённым в драку, которая заканчивается убийством мелкого вора. Он решает пойти в лавку и выяснить, что с ним происходит. Между тем Мейснер и Беда едут в квартиру, где Адрианов Вал прятал Диану, только чтобы узнать, что она была захвачена Чёрным Когтем, чтобы убедить Ренара, Адалинду и Ника присоединиться к их делу. Не зная, что делать, Адалинда берёт Келли и исчезает, оставив Нику записку о том, что она должна защитить своих детей и Ника. Открывающая цитата: «Ничто не вызывает у нас столь мучительных страданий, как резкая и внезапная перемена». |            |                                                           |                               |                                              |                 |             |                     |
| 108 | 20         | «Bad Night» «Плохая ночь»                                 | Норберто Барба                | Шон Калдер                                   | 13 мая 2016     | 520         | 3,39                |
| Разъярённый после ухода Адалинды Ник едет в дом Ренара, но находит его покинутым. Монро и Розали пытаются успокоить Ника, они сообщают о случившемся Адрианову Валу. Ренар вызывает Ника на встречу в участке и безуспешно пытается его завербовать. Ренар сообщает, что он в Чёрном Когте, и что у него Адалинда, Диана и Келли. Хэнк арестовывает Тони за проникновение в дом Зури, чтобы обнаружить, что они оба работают на Чёрный Коготь. Ник показывает Беде свою находку в Германии. Ренара избирают мэром. Открывающая цитата: «Мы должны не доверять друг другу. Это единственная защита против предательства». |            |                                                           |                               |                                              |                 |             |                     |
| 109110 | 2122       | «The Beginning of the End» «Начало конца»                 | Дэвид Гринуолт Норберто Барба | Дэвид Гринуолт и Джим Коуф Томас Йен Гриффит | 20 мая 2016     | 521 522     | 4,03                |
| После того, как Ренара объявляют мэром, Хэнка арестовывают, так как в его доме обнаруживают два трупа. Ник понимает, что за этим стоит Чёрный Коготь, и с помощью Монро узнаёт местонахождение Хэнка. Ник, Беда и Ева идут спасать Хэнка, чтобы узнать, что это была ловушка — их выманили из штаб-квартиры Адрианова Вала. Когда они возвращаются, то обнаруживают всех мёртвыми, в том числе и Мейснера. Не в силах совладать с собой Ник нападает на Ренара в участке и его арестовывают. После нападения на Ренара Ника арестовывают. Он просит Хэнка собрать Монро, Розали, Беду и Еву в лофте. Пока Монро и Розали прячут книги Гриммов, участок засыпают звонками 911 и он остается почти пустым. Команда пытается спасти Ника, однако они опаздывают — Существа уже забрали его в Северный участок. Ева, Хэнк и Беда спасают Ника в участке, однако Еву смертельно ранит Конрад Бонапарт. В лофте Ник спасает Еву с помощью палочки, однако Диана сообщает им, что Существа знают, где они. Ник отправляет друзей в тоннель, а сам остаётся в лофте, чтобы задержать Существ. Ник убивает нападавших, оказывается смертельно ранен, но его исцеляет палочка. Затем он сталкивается с Бонапартом и Ренаром. Диана контролирует Ренара на расстоянии и заставляет его убить Бонапарта. Открывающие цитаты: «Лучше смерть в бою, чем жизнь раба». и «Весь мир — это воля к власти». |            |                                                           |                               |                                              |                 |             |                     |